# Autobahnbrücke Gennevilliers
Die Autobahnbrücke Gennevilliers (französisch Viaduc de Gennevilliers) führt die Autoroute A 15 zwischen Argenteuil im Département Val-d’Oise  und Gennevilliers im Département Hauts-de-Seine im Nordwesten von Paris über die Seine und den östlichen Einfahrtskanal zum Hafen von Gennevilliers, dem (nach Duisburg) zweitgrößten Binnenhafen Europas. Anschließend wird die Autobahn auf einer Hochstraße entlang dem Hafenbecken 5 bis zum Autobahnkreuz mit der Ringautobahn A 86 geführt.
Bei seiner Einweihung 1976 war die Autobahnbrücke Genneviliers die größte, im Freivorbau errichtete Spannbetonbrücke Frankreichs.
Parallel zu der zwischen 1974 und 1976 gebauten Brücke wurde in den Jahren 1990 bis 1992 östlich davon ein zweites Viadukt gebaut. Seitdem wird jede Brücke mit vier Fahrspuren und einem Pannenstreifen in einer Fahrtrichtung benutzt.
Das unter der Brücke an der Rue des Grand Saules stehende vierstöckige Wohnhaus wurde erst Ende der 2000er Jahre abgerissen.

## Erste Brücke (1976)
Bei der Ausschreibung der Brücke wurden 12 Angebote eingereicht, 5 für eine Stahl- und 7 für eine Betonvariante. Den Zuschlag erhielt das Angebot von Campenon Bernard mit der von Jacques Mathivat geplanten Spannbetonbrücke, der sich bezüglich der architektonischen Gestaltung von Alain Spielmann beraten ließ. Mathivat erhielt den in Frankreich üblichen ordre de service de commencer (Aufforderung zum Baubeginn) am 15. März 1974.
Die 636 m lange Brücke ist im Grundriss gebogen und hat fünf Öffnungen mit Pfeilerachsabständen von 105 + 172 + 74 + 172 + 113 m, wobei die beiden 172 m weiten Felder über die Seine und die Hafeneinfahrt führen.
Der  Fahrbahnträger besteht aus einer 18,5 m breiten Platte auf einem zweizelligen, gevouteten Hohlkasten mit trapezförmigen Querschnitt, dessen Bauhöhe von 9,0 m an den Pfeilern bis 3,5 m in Feldmitte abnimmt.
Die Stahlbeton-Pfeiler sind 15 bis 22 m hoch und haben Vollquerschnitte von 3,5 × 9,0 m. Sie mussten mit Bohrpfählen bis zu einer Tiefe von 40 m gegründet werden.
Die Brücke wurde nach dem System Dywidag im Freivorbau mit Ortbeton ausgeführt.
Die Hochstraße entlang des Hafenbeckens 5 ist zur gleichen Zeit von CITRA gebaut worden. Die 962 m lange Brücke hat Pfeilerachsabstände von 40 + 44 + 42,22 + 2×44,70 + 15×49,40 m. Die Spannbetonbrücke hat zwei parallele, rechteckige, einzellige Hohlkästen mit einer unveränderten Bauhöhe von 2,7 m, die über große Traversen von Mittelpfeilern gestützt werden. Der Überbau ist in 4 Durchlaufträger von 174,9 + 292,2 + 247,5 + 243,5 m Länge eingeteilt und wurde mit einer Vorschubrüstung ausgeführt.
Beide Brückenbauwerke zusammen sind somit 636 m + 962 m = 1598 m lang.

## Zweite Brücke (1992)
Die östlich der ersten Brücke gebaute zweite Brücke hat praktisch die gleichen Abmessungen, ihr Hohlkasten ist jedoch einzellig und hat einen rechteckigen Querschnitt. Sie wurde in den Jahren 1990 bis 1992 von Spie Batignolles ausgeführt.
Die Verlängerung entlang des Hafenbeckens 5 wurde von einer Arbeitsgemeinschaft aus Fougerolle und GTM Construction im Taktschiebeverfahren erstellt.

## Einsturz einer Stützmauer (2018)
Am 15. Mai 2018 stürzte eine Stützmauer im Bereich des westlichen Widerlagers der ersten Brücke von 1976 ein. Etwas Füllmaterial rutschte den steilen Hang hinunter, was zur Absenkung der Fahrbahn Richtung Paris führte. Zunächst wurde die Brücke komplett gesperrt, aber nach ersten Sanierungsmaßnahmen konnten die linken beiden Fahrspuren am 20. Mai 2018 wieder freigegeben werden. Die Bodenverankerungs- und Sanierungsmaßnahmen dauerten bis zum 19. März 2019, als die Baustelle beendet wurde und alle vier Spuren wieder uneingeschränkt befahrbar waren. Der Zwischenfall wurde in einem Bericht an den Senat dargestellt.